# フライ・トルメンタ
フライ・トルメンタ（Fray Tormenta、1945年2月5日 - ）は、メキシコ出身のカトリックの神父で覆面レスラー。本名はセルヒオ・グティエレス・ベニテス（Sergio Gutiérrez Benítez）。

## 来歴
1945年2月5日、サン・アグスティン・メッツキティトラン(イダルゴ州) 生まれ。少年時代は貧しい家庭で育った反動から非行に走っていたが、22歳の時に司祭になることを望み神学校に入学する。哲学と神学を学ぶためにスペインとイタリアに留学する。1970年に帰国し、メキシコのローマ・カトリック大学で哲学と歴史を教える。1973年、司祭に叙階され教区司祭となる。その後、孤児院を設立。1978年に孤児院の経済的な問題のためにプロレスの道を歩む様になる。
孤児院を経営する神父兼プロレスラーの映画「エル・セニョール・トルメンタ」(1962年)、「トルメンタ・エン・エル・リング」(1965年)から、自身にフライ・トルメンタというリングネームを付けた。
孤児院からは教師や公務員、弁護士といった人材が巣立っているまた孤児院内にはプロレスリングも設けられており、ここから実際にプロレスラーとなった人物もいた。
2011年にプロレスラーを引退後は、この孤児院出身者のマリオという男性がフライ・トルメンタ・ジュニアを襲名している。この男性はレスラーの傍ら、弁護士も務めている。
その逸話は、中学校2年生の英語の教科書『Sunshine English Course 2』（開隆堂出版）の第9章に掲載された。
2011年7月3日、レスリング選手を引退。同月に1試合限定でIWRGに出場した。